# Friedhof Usingen
Der Friedhof der Stadt Usingen befindet sich am Friedhofsweg nahe dem ehemaligen Amtsgericht Usingen.

## Kulturdenkmäler
Auf dem Friedhof befinden sich drei Kulturdenkmäler:

### Ehrenmal

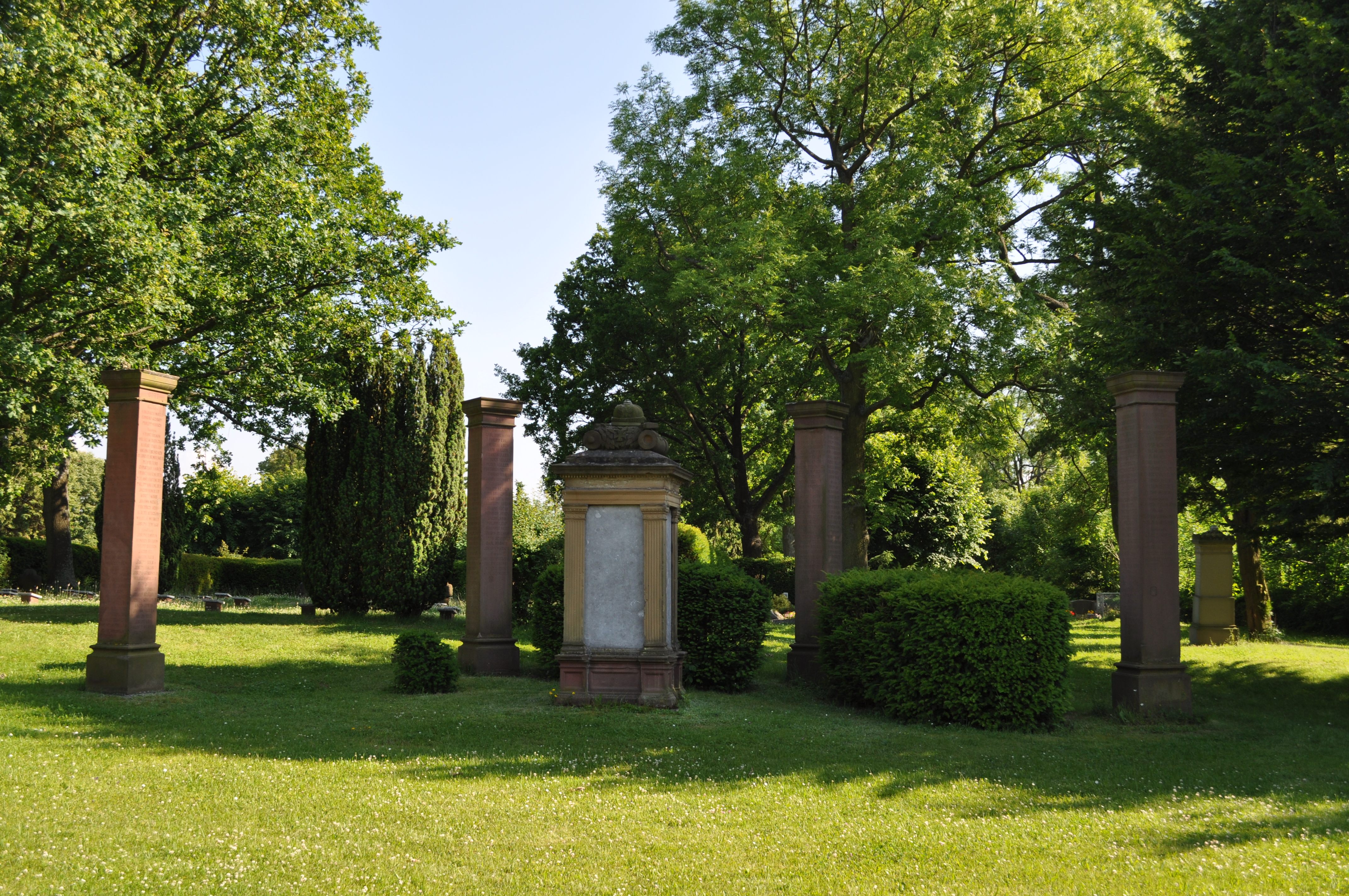
Ehrenmal

Das Ehrenmal für die Gefallenen des Deutsch-Französischen Krieges 1870/71 wurde 1987 auf dem Friedhof aufgestellt und steht unter Denkmalschutz. Das Denkmal wurde ursprünglich auf dem Schlossplatz aufgestellt. Die Planung stammt von Architekt Schmidt, die Steinmetzarbeiten wurden durch Jakob May aus Bad Homburg durchgeführt. 1962 wurde der Schlossplatz zum Parkplatz umgestaltet. In diesem Zusammenhang wurde das Denkmal in eine Ecke des Schlossparkes versetzt. 1987 wurde er erneut und diesmal auf den Friedhof versetzt. Im Rahmen der Umsetzungen hat sich der Charakter des Denkmals deutlich verändert. Ursprünglich einem antiken Grabmonument nachempfunden, stellt es sich heute als ein Halbrund dar, dessen Mitte das eigentliche Denkmal bildet. Es handelt sich um einen antikisierenden Sarkophag, der von Eichenkreuzen und Eisernen Kreuzen geschmückt ist. Umrundet wird es durch Pfeiler aus Buntsandstein. Tafeln nennen die Namen der Gefallenen aus Usingen.

### Grab Karl Markus Feye

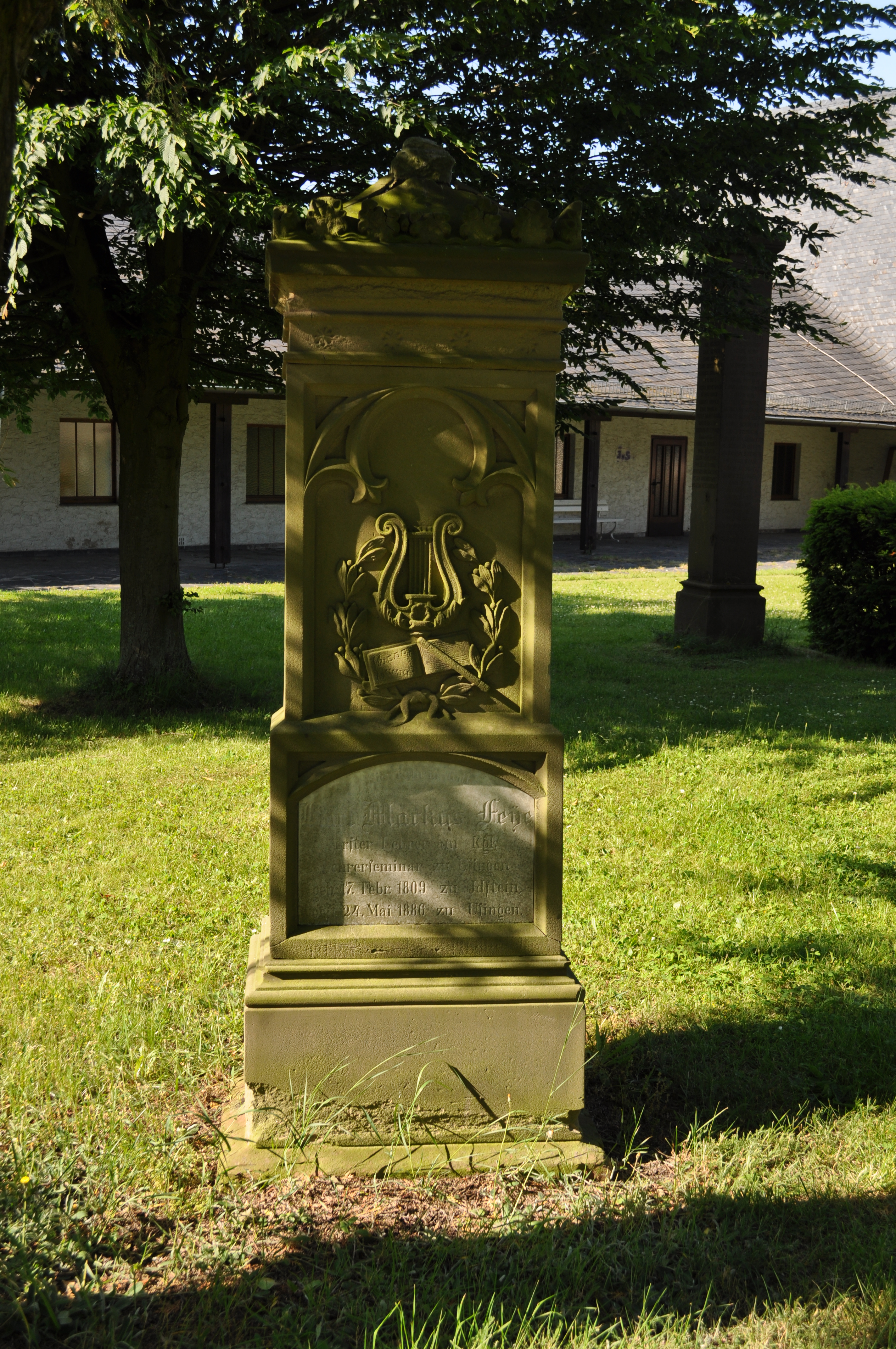
Grabmal Feye

Karl Markus Feye war Musiklehrer an der Usinger Schule. Sein unter Denkmalschutz stehendes Grabmal besteht aus einem auf einem Sokel stehenden Sarkophag, der auf der Schauseite in einem Lunettenfeld die Lebensdaten (* 17. Februar 1809 in Idstein; † 24. Mai 1886 in Usingen) zeigt. Darüber befindet sich ein mit einem gotisierenden Dreipass verziertes Feld und eine sculptierte Laute, die auf den Beruf des Verstorbenen verweist. 

### Grab Friedrich August Wengenroth

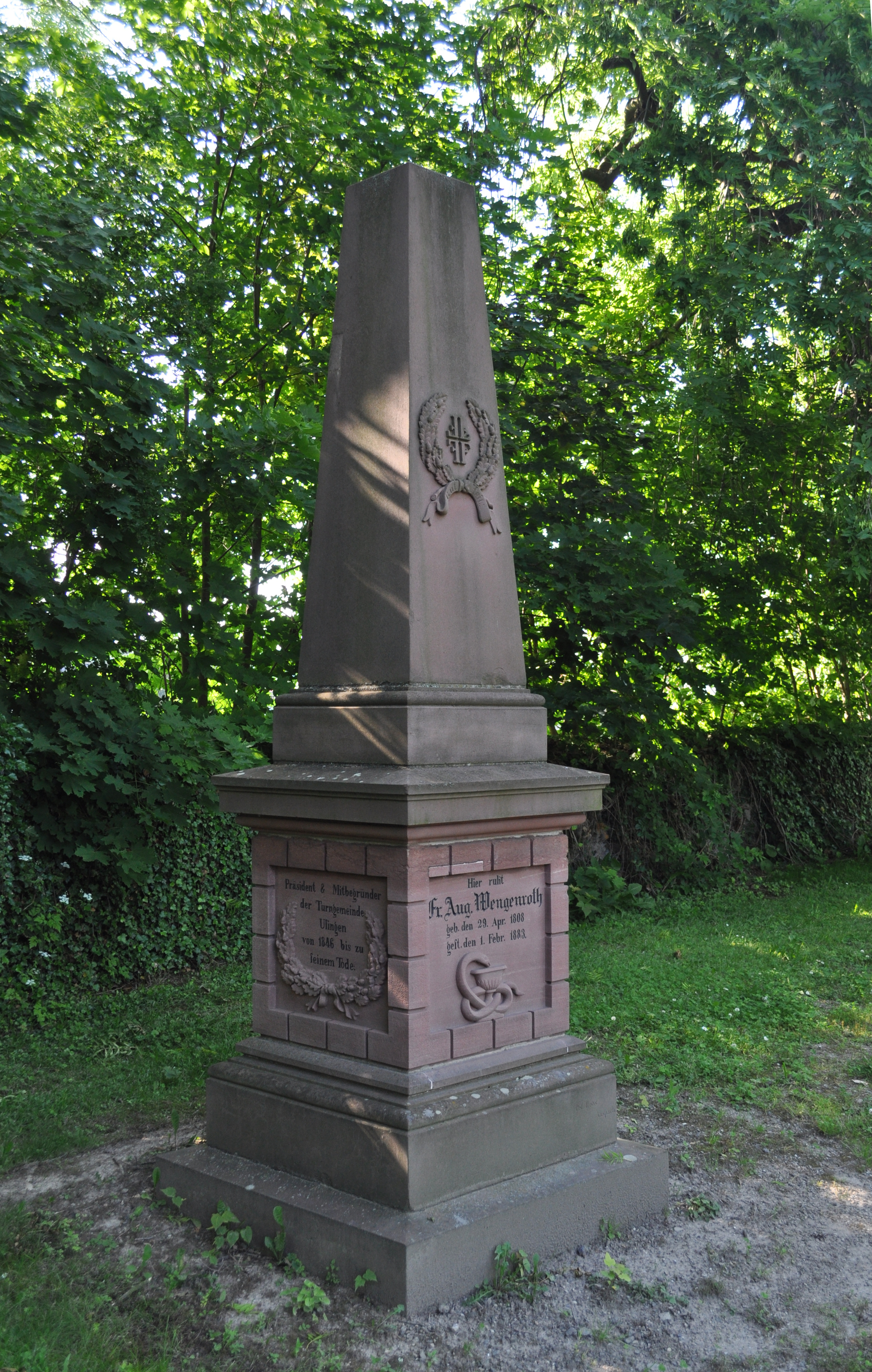
Grabmal Wengenroth

Friedrich August Wengenroth (* 29. April 1808 in Reifenberg; † 1. Februar 1883 in Usingen) war Arzt und Chirurg in Usingen. Er war Mitgründer und Präsident des Usinger Turnvereins (1843–1883) und Leiter des freiwilligen Sanitätscorps Usingen & Anspach im Deutsch-Französischen Krieg 1870/71. Nach ihm ist die Wengenrothstraße im Neubaugebiet Schleichenbach benannt. Sein Grabmal in Form eines Sandsteinobelisken steht ebenfalls unter Denkmalschutz.

## Weiteres
Neben dem Ehrenmal befindet sich ein Kriegsgräberfeld auf dem Friedhof. Die Trauerhalle liegt am Eingang vom Friedhofsweg her.

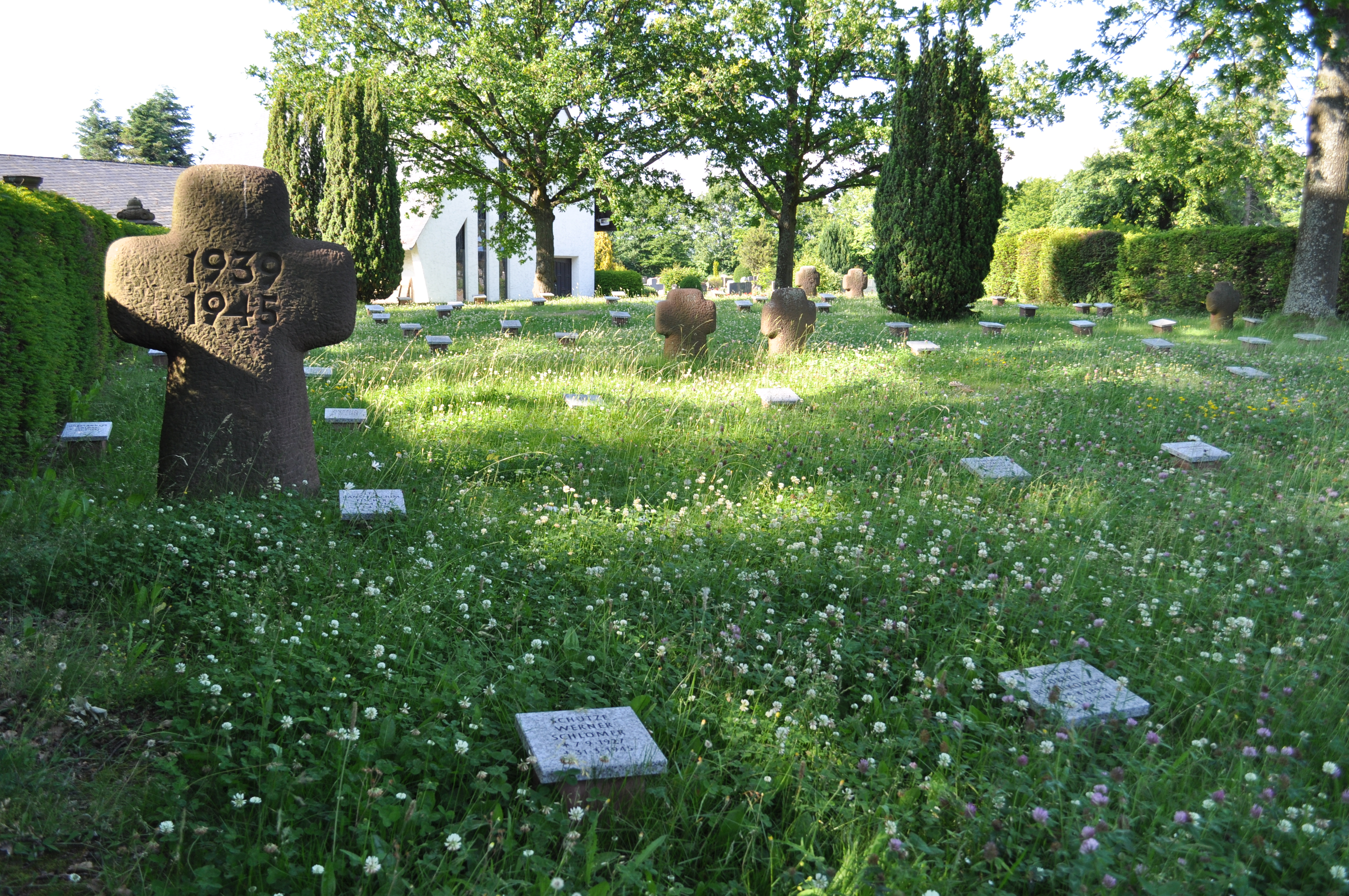
Kriegsgräber
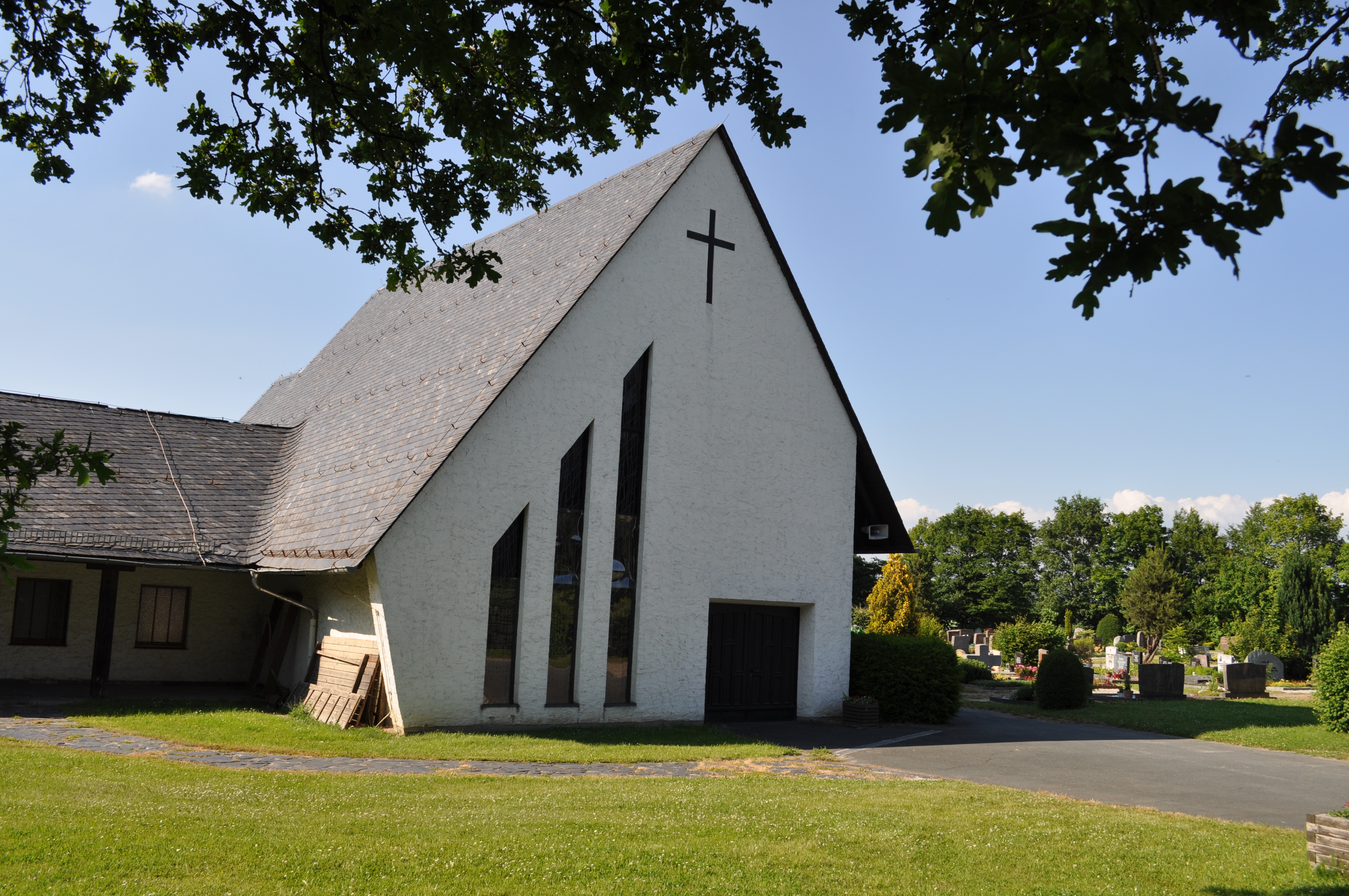
Trauerhalle